# نورول (ماساچوست)
نورول، ماساچوست
نورول(به انگلیسی: Norwell) شهرکی در شهرستان پلیموت ایالت ماساچوست می‌باشد که در سال ۱۸۴۹ بنیان‌گذاری شده‌است. این شهرک در سرشماری سال ۲۰۱۰ میلادی، ۱۰٬۵۰۶ نفر جمعیت داشته‌است.